# Ali Selmi
Ali Selmi (? –) tunéziai labdarúgóedző. Az 1998-as labdarúgó-világbajnokságon, miután már nem maradt esély Tunézia továbbjutására, ő vette át a menesztett Henryk Kasperczak helyét. Később az AS Marsa edzője volt.